# 银河系列运载火箭
银河系列运载火箭（韓語：은하， 銀河）是朝鲜研制的一次性运载火箭系列，是該國大浦洞2號火箭的衛星發射版本，银河2号于2009年4月5日首次发射，银河3号于2012年4月13日首次发射。並於同年12月12日成功將一枚衛星送入軌道。
朝鮮政府將其安裝在朝鮮北部，與一般安裝在朝鮮南部的飛彈武器不同，根據打撈的資訊顯示其技術基於伊朗的飛毛腿導彈，特別是其第三與最末節與信使運載火箭極其相似，雖然此種火箭理論上可改裝成彈道飛彈，但朝鮮政府表示只會將此火箭用作科學用途。

## 型號描述

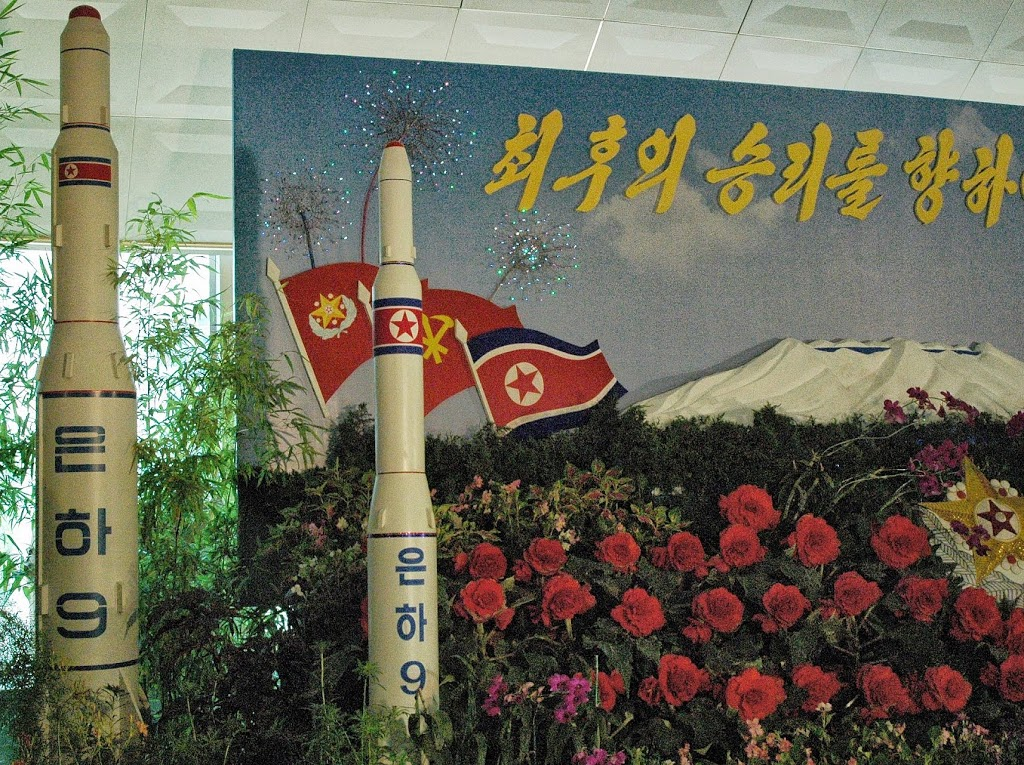
平壤展示的未來要發射的銀河9號火箭，該火箭在開發中

目前實用化的版本只有銀河2號與銀河3號。所有銀河的第一節安裝的是蘆洞1號火箭引擎，是大型化的飛毛腿引擎，第二節仿自蘇聯的R-27，及後來的舞水端火箭技術，第三節則相信是與伊朗的信使號技術共享。據悉，東倉里的衛星發射中心正在改建，不排除平壤還在開發新型的大火箭，該型火箭被命名為銀河-X。

## 发射历史
| 型号    | 发射日期       | 发射地点 | 载荷              | 结果               |
| 银河2号 | 2009年4月5日   | 舞水端里 | 光明星2号         | 卫星未进入预定轨道 |
| 银河3号 | 2012年4月13日  | 东仓里   | 光明星3号         | 火箭解体           |
| 银河3号 | 2012年12月12日 | 东仓里   | 光明星3号 (第2颗) | 成功               |
| 銀河3號 | 2016年2月7日   | 東倉里   | 光明星4號         | 成功               |